# یاس زرد
یاس زرد (نام علمی: Forsythia) نام یک سرده از تیره زیتون است. در این خانواده حدود ۱۱ گونه موجود است که اکثراً بومی شرق آسیا می‌باشند، به جز یکی از آن‌ها که بومی شمال شرقی اروپاست. نام معمول انگلیسی آن نیز Forsythia است؛ و این سرده به افتخار ویلیام فورسایت دانشمند گیاه‌شناس بریتانیایی، نام‌گذاری شد.

## شرح
یاس زرد درختچه‌ای خزان پذیر و با ارتفاع رشدی ۱ تا ۳ متر است و گاهی تا ۶ متر هم رشد دارد. این درختچه دارای پوستی زبر و قهوه‌ای مایل به خاکستری می‌باشد. با برگ‌های متقابل و ساده.
گل دهی در اوایل بهار و قبل از رویش برگ رخ می‌دهد. گل‌های زرد روشن که با چهار برش عمیق تقسیم شده‌است و گل‌برگ‌ها تنها در پایه به هم متصل شده‌اند. در آب و هوای بارانی به صورت آویزی بدل می‌شوند و از اندام‌های جنسی محافظت می‌کنند.
گفته شده‌است که گل‌های یاس زرد قابلیت تولید لاکتوز را دارا هستند. لاکتوز به ندرت در دیگر منابع طبیعی (به غیر از شیر) یافت می‌شود. هر چند هنوز وجود لاکتوز به تأیید نرسیده‌است.
یاس زرد دارای میوه واقعی کپسولی شکل است که حاوی چندین بذر بالدار است.
این جنس پس از William Forsythگیاه‌شناس (۱۷۳۷–۱۸۰۴) اسکاتلندی نام‌گذاری شده‌است. او سرپرست سلطنتی باغات و بنیان‌گذار جامعه سلطنتی باغبانی بوده‌است.

## گونه‌ها
- Forsythia europaea
- Forsythia giraldiana
- Forsythia × intermedia
- Forsythia japonica
- Forsythia koreana
- Forsythia likiangensis
- Forsythia × mandschurica
- Forsythia mira
- Forsythia ovata
- Forsythia saxatilis
- Forsythia suspensa
- Forsythia togashii
- Forsythia velutina
- Forsythia viridissima

## نگارخانه

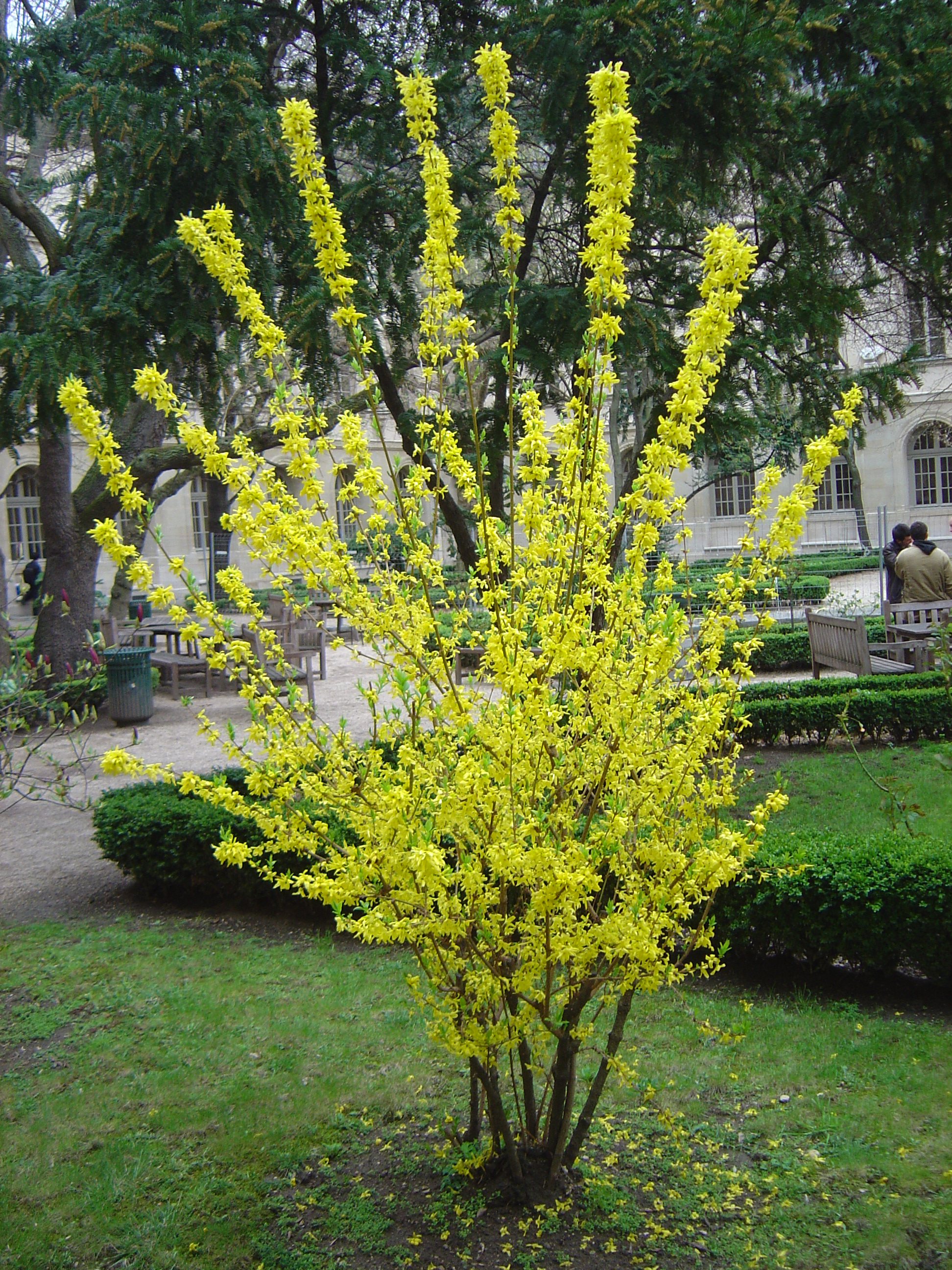
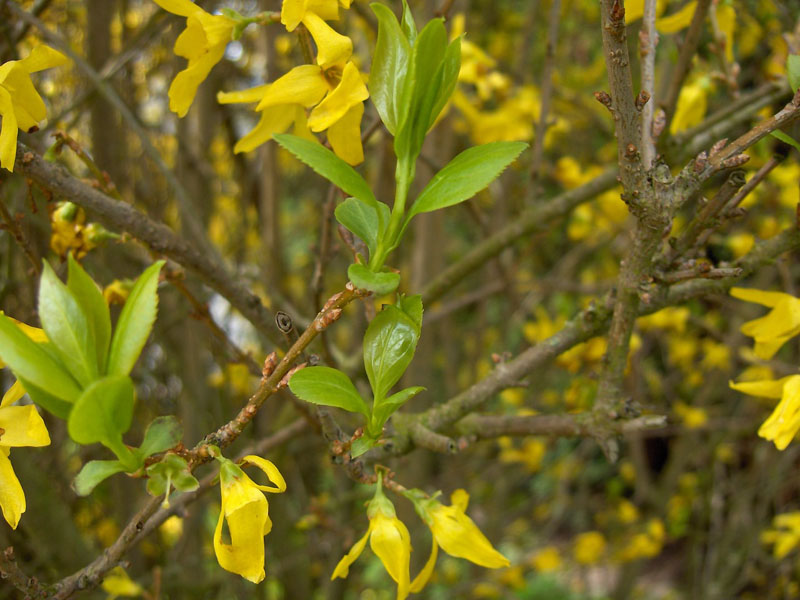
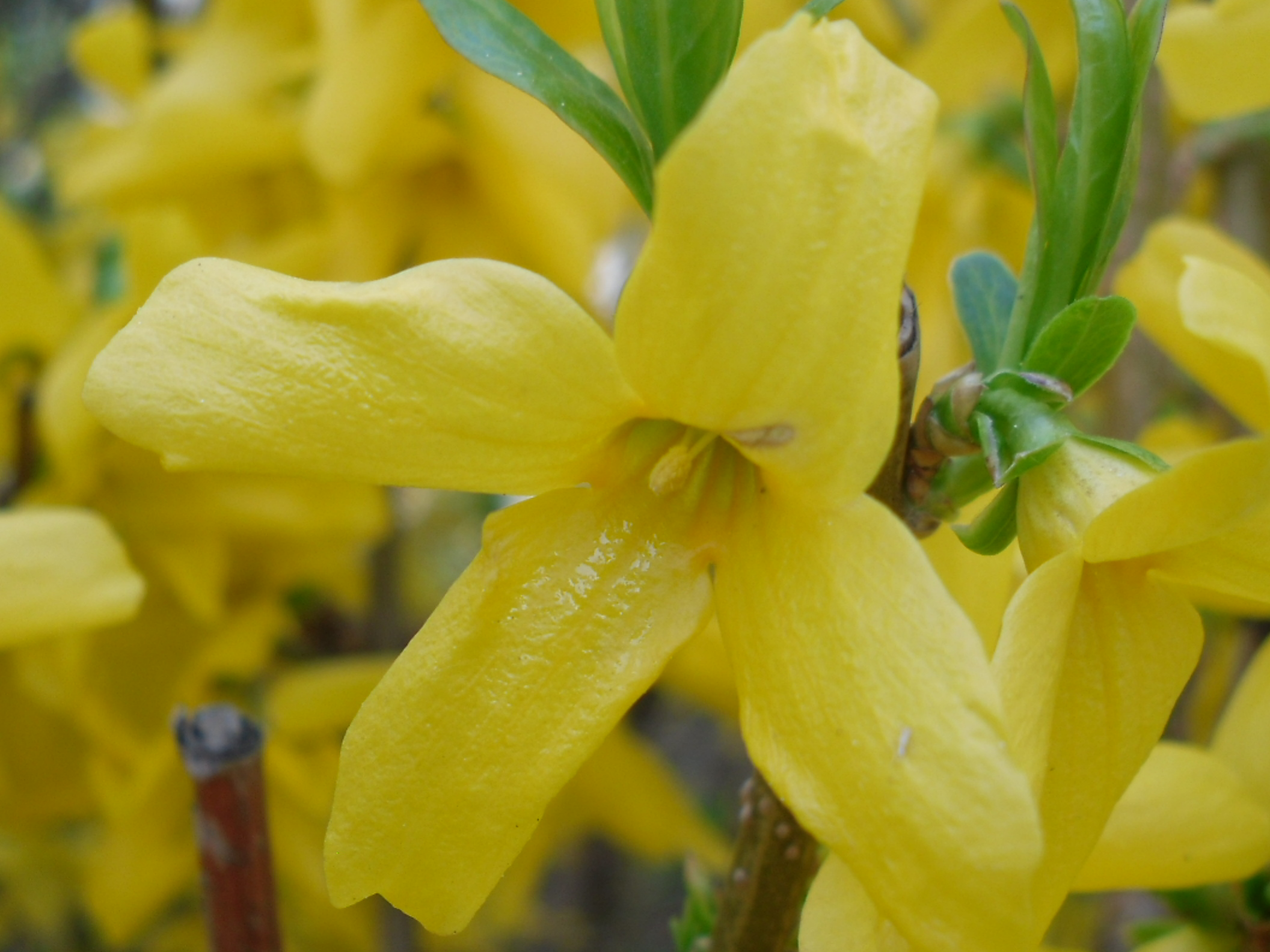
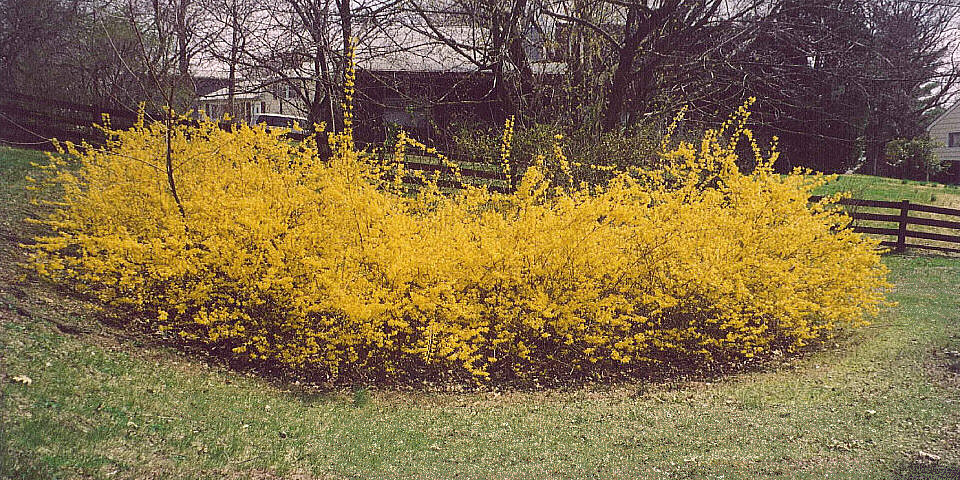
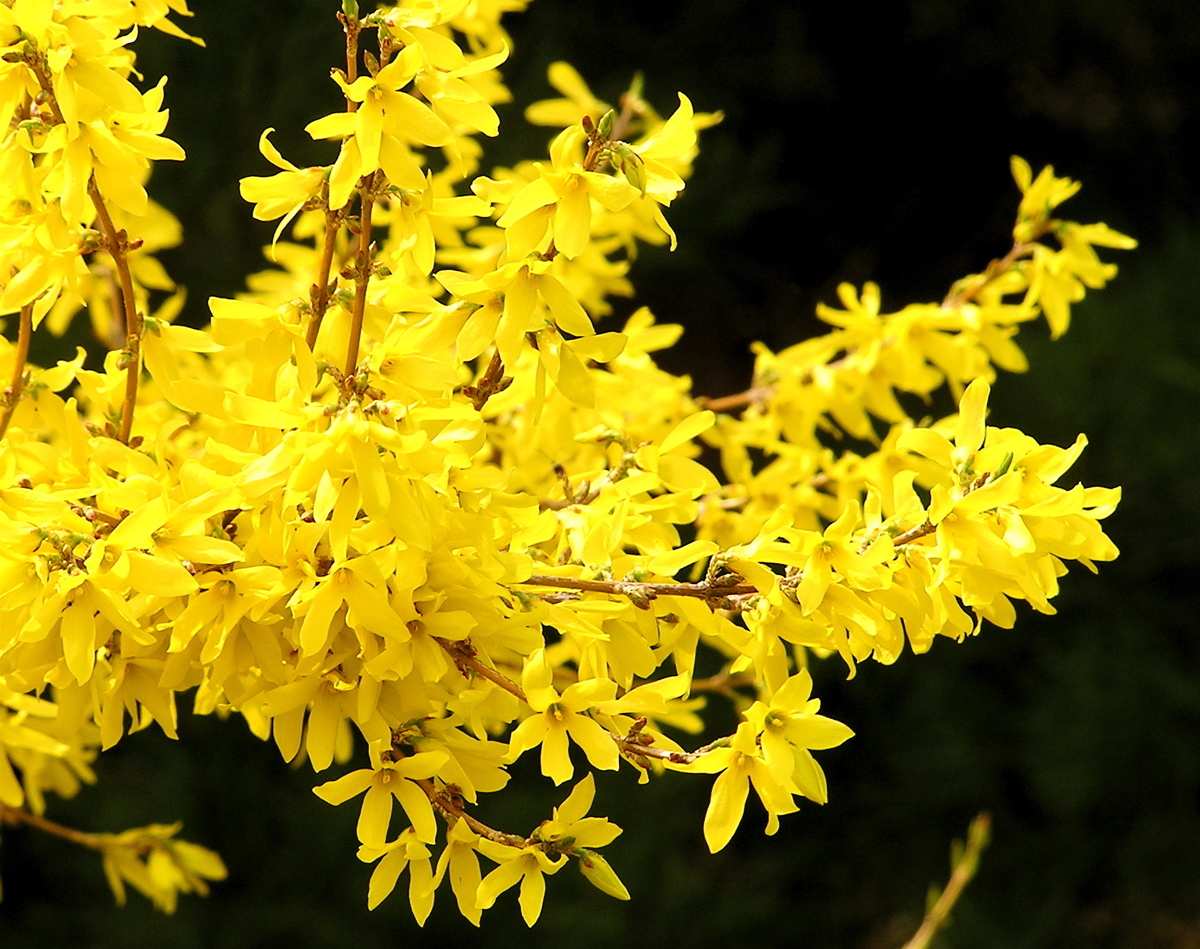

- یاس زرد